# Percy Shelley Anneke
Percy Shelley Anneke (* 20. August 1850 in Milwaukee, Wisconsin, USA; † 26. April 1928 in Santa Barbara, Kalifornien, USA) war ein US-amerikanischer Unternehmer deutscher Abstammung (Familie Annecke).

## Leben
Percy Shelley Anneke wurde als Sohn des Revolutionärs und Offiziers Fritz Anneke und der Schriftstellerin und Frauenrechtlerin Mathilde Franziska Anneke geboren. Er wurde nach dem bei den Annekes sehr verehrten britischen Dichter Percy Shelley benannt.
Anneke war zunächst im Verkauf und als Buchprüfer für die Joseph Schlitz Brewing Company in Milwaukee tätig und unternahm im Rahmen dieser Tätigkeit Reisen durch den Mittleren Westen. Dabei lernte er viele der überwiegend von deutschstämmigen Amerikanern geführten Brauereien kennen.
Im Todesjahr 1884 seiner Mutter kaufte sich Percy in die Fitger Brewing Company in Duluth (Minnesota) ein, als Partner des Gründers August Fitger, der in Weihenstephan zum Braumeister ausgebildet worden war. 1920, mit Beginn der Prohibition, überlebte die Brauerei, weil Anneke und Fitger rechtzeitig auf neue Produkte umgesattelt hatten. Annekes Sohn Victor Anneke übernahm im Aprilil 1920  das Management von Fitger, der sich um andere Geschäftsinteressen in Kalifornien kümmerte.
Percy starb 1928 an den Folgen eines im Jahr 1923 erlittenen Schlaganfalls in Santa Barbara. Er wurde auf dem Forest Hill Cemetery in Duluth (Minnesota) beigesetzt.
Die Familie Beerhalter übernahm 1944 die Brauerei komplett und betrieb sie, bis sie 1972 aufgrund der Übermacht der großen Bierkonzerne in Milwaukee schließen musste. Anfang der 1980er Jahre wurde Fitger's als Erlebnishotel und Industriedenkmal wiedereröffnet und erinnert an ein Stück deutsch-amerikanischer Industriegeschichte des 19. und 20. Jahrhunderts.
Fitger's Brewery ist heute ein im National Register of Historic Places verzeichnetes bedeutendes Industriedenkmal in Duluth, der Hafenstadt am Oberen See.

## Bilder
Ein Foto des jungen Percy zusammen mit seiner Schwester Hertha und seinem Vater Fritz Anneke aus dessen Todesjahr 1871 findet sich auf S. 135 in der Anneke-Biographie von Klaus Schmidt Mathilde Franziska und Fritz Anneke. Aus der Pionierzeit von Demokratie- und Frauenbewegung.